# クリスティーナ・キューンバウム＝シュミット
クリスティーナ・キューンバウム＝シュミット（ドイツ語:  Kristina Kühnbaum-Schmidt ,旧姓キューンバウム、1964年9月24日-）は、ドイツのルター派福音主義神学者。2019年4月1日、北ドイツ福音ルター派教会 の監督に就任した。2019年6月10日聖霊降臨祭において、ドイツ合同福音ルター派教会主席監督ラルフ・マイスターの司式によって、監督就任礼拝がシュヴェリーン大聖堂でおこなわれた。

## 経歴
クリスティーナ・キューンバウムはニーダーザクセン州ブラウンシュヴァイク近郊のジックテで成長した。彼女はゲッティンゲン大学とベルリン教会立神学大学で福音主義神学を学んだ。1990年から1992年までベルリン教会立神学大学において、ゲアハルト・ベーツィアー教授の下で原始キリスト教史と初期キリスト教史に関する学術助手を務めた。1990年に第1次神学試験、1995年に第2次神学試験に合格し、ブラウンシュヴァイク福音ルター派州教会で牧師に任職した。1995年から2002年までレーンドルフ/カンツラーフェルトにあるウィヘルン教会共同体の牧師、2002年から2004年まで州教会ブラウンシュヴァイク地区で学校の宗教教育を管轄した。2004年から2013年までブラウンシュヴァイク聖ペトリ教会の牧師を務めた。2007年、牧師職の他に追加資格を得て、牧会心理アドバイザーとして働き始めた。2009年には州教会牧師研修セミナーの牧会担当講師に就任した。
2013年4月、中部ドイツ福音主義教会マイニンゲン＝ズール教区長 (教区監督) マリタ・クリューガーの後任として教区長に就任した。2015年、ドイツ合同福音ルター派教会 (VELKD)常議員、ドイツ福音主義教会 (EKD)総会議員に選出された。
2018年、北ドイツ福音ルター派教会監督ゲルハルト・ウルリヒの後継者を決める州教会監督選挙に、ハンブルク教区のカール＝ハインリヒ・メルツァーと共にクリスティーナ・キューンバウム＝シュミットは推挙された。2018年9月27日、リューベック大聖堂で開催された州教会秋総会において、彼女は第1回投票において150票中90票を獲得して当選に必要な票数に達した。2019年4月1日、北ドイツ福音ルター派教会監督に就任した。クリスティーナ・キューンバウム＝シュミットは通例、シュヴェリーン大聖堂とリューベック大聖堂で説教をおこなう 。
2019年10月に辞任したザクセン福音ルター派州教会監督カルステン・レンツィングの後任として、2019年11月にキューンバウム＝シュミットはドイツ合同福音ルター派教会次席監督に選出された。

## 家族
クリスティーナ・キューンバウム＝シュミットはゲンツェル・シュミット牧師と結婚している。この夫妻には1人の娘がいる。